# Diédougou (Kati)
Diédougou es una comuna del círculo de Kati, región de Kulikoró, Mali. La localidad más importante es Torodo. Su población era de 9.381 habitantes en 2009.